# Mouliets-et-Villemartin

Mouliets-et-Villemartin este o comună în departamentul Gironde din sud-vestul Franței. În 2009 avea o populație de 1.081 de locuitori.

## Evoluția populației
| An        | 1975 | 1982 | 1990 | 1999  | 2006  | 2009  |
| --------- | ---- | ---- | ---- | ----- | ----- | ----- |
| Populație | 724  | 801  | 915  | 1.009 | 1.046 | 1.081 |